# Déborah Anthonioz
Déborah Anthonioz (* 29. August 1978 in Thonon-les-Bains) ist eine ehemalige französische Snowboarderin. Sie startete in der Disziplin Snowboardcross.

## Karriere
Anthonioz gab ihr Weltcupdebüt 1996 bei den Rennen in Tignes, dort startete sie im Riesenslalom und wurde Sechzehnte. Im Jahr 1997 wurde sie Juniorenweltmeisterin in dieser Disziplin. Im Januar 1998 bestritt sie ihren letzten Riesenslalom. Danach pausierte sie bis zur Saison 2001/2002. Seither startete sie beim Weltcup nur noch im Snowboardcross. Der erste Sieg gelang ihr im Januar 2002, als sie den Wettbewerb in Kreischberg gewann. Weitere Siege folgten 2003 in Bad Gastein, 2004 in Nassfeld-Hermagor und 2005 im chilenischen Valle Nevado. In der Saison 2004/2005 hatte sie ihre bisher erfolgreichste Zeit und schloss als Zweite in der Disziplinwertung Snowboardcross im Weltcup ab.
Ihre beste Platzierung bei Weltmeisterschaften erreichte sie ebenfalls 2005, als sie Sechste wurde. 2003 hatte sie den achten Platz erreicht und 2007 als Elfte abgeschnitten. Auch 2009 in Gangwon blieb sie als Zwölfte außerhalb der Medaillenränge. Bereits 1998 hatte sie sich für die Olympischen Spiele qualifiziert, zog sich jedoch eine Knöchelverletzung zu und musste auf einen Start verzichten. Sie startete bei den Olympischen Spielen 2006 in Turin in ihrer Spezialdisziplin und wurde trotz eines gebrochenen rechten Armes im Gipsverband Zehnte. Erfolgreicher war Anthonioz bei Olympia 2010 in Vancouver, hinter Maëlle Ricker gewann sie die Silbermedaille und verwies Olivia Nobs auf Platz drei. Vor den Olympischen Spielen hatte sie in der Saison 2009/2010 kein Top-Ten-Resultat erzielen können, danach überzeugte sie zum Saisonabschluss mit einem sechsten und einem siebten Platz in Valmalenco und La Molina. Im April 2010 wurde sie nach 2005 und 2007 erneut französische Meisterin im Snowboardcross.
Anthonioz ist unverheiratet und wohnt in Les Gets in ihrer Heimat Hochsavoyen.

## Erfolge

### Olympische Spiele
- 2010 – Silbermedaille Snowboardcross

### FIS-Snowboard-Weltcup
| Datum      | Ort               | Land       | Disziplin      | Platzierung |
| ---------- | ----------------- | ---------- | -------------- | ----------- |
| 26-01-2002 | Kreischberg       | Österreich | Snowboardcross | 1           |
| 30-01-2002 | Bad Gastein       | Österreich | Snowboardcross | 2           |
| 12-09-2002 | Valle Nevado      | Chile      | Snowboardcross | 2           |
| 04-02-2003 | Bad Gastein       | Österreich | Snowboardcross | 2           |
| 05-02-2003 | Bad Gastein       | Österreich | Snowboardcross | 1           |
| 30-10-2004 | Saas-Fee          | Schweiz    | Snowboardcross | 3           |
| 14-12-2004 | Nassfeld-Hermagor | Österreich | Snowboardcross | 1           |
| 18-09-2005 | Valle Nevado      | Chile      | Snowboardcross | 1           |
| 10-01-2009 | Bad Gastein       | Österreich | Snowboardcross | 2           |